# On a journey
On a journey is een studioalbum van de Haarlemse muziekgroep Taurus.

## Inleiding
Taurus was in de jaren tachtig een cultband op het gebied van de progressieve rock. Ze brak nooit echt door. Na drie cd’s met oud materiaal bracht de band in 1994 On a journey uit. Van de oorspronkelijke samenstelling was alleen Jos Schild nog over. De muziek heeft nauwelijks meer iets te maken met die stroming. Gezien de hoeveelheid oudleden die genoemd worden, is On a journey vermoedelijk een verzamelalbum.
In het dankwoord wordt onder meer Willem van Kooten genoemd. Het album is opgedragen aan Willem van Eijk.

## Musici

### Taurus
- Jos Schild – basgitaar, toetsinstrumenten, achtergrondzang, percussie
- John Philippo – (achtergrond)zang, toetsinstrumenten, gitaren, saxofoons, mondorgel en percussie
- Roy Darman – drumstel, percussie, achtergrondzang

### Oudleden en gastmusici
- Willem van Eijk (gitarist 1985-1986) – gitaar op So long Christi-Ann
- Spike Wolters (gitarist 1991-1994) – gitaar, achtergrondzang
- Rob Spierenburg – toetsen (was een origineel lid van Taurus)
- Frans van Steijn – toetsen en percussie
- Dennis Plantenga (drummer 1977-1980/1985/1986) – toetsen, drumstel (was een origineel lid van Taurus)
- Kees Wassenaar (drummer 1981-1984) – drumstel
- Emma Siertsma – saxofoon
- Leo der Nederlanden – toetsen
- Abby Lumsden, Ellen Martens, Margonda Bandsma – achtergrondzang
- koor Zandvoort Mannenkoor

## Muziek
| Nr. | Titel                                             | Duur |
| --- | ------------------------------------------------- | ---- |
| 1.  | On a journey (Van Steijn)                         | 3:43 |
| 2.  | Always be around (Smits, Philippo)                | 2:54 |
| 3.  | So long Christi-Ann (Spierenburg, Philippo)       | 4:41 |
| 4.  | It’s you (Philippo)                               | 3:25 |
| 5.  | Hangin’ ‘round (Van Steijn, Philippo)             | 3:43 |
| 6.  | Window of your mind (Philippo)                    | 3:31 |
| 7.  | Don’t walk away (Plantenga)                       | 3:43 |
| 8.  | It’s got to be me (Philippo)                      | 3:33 |
| 9.  | Friends for life (Schild)                         | 3:29 |
| 10. | My love is no merchandise (Philippo)              | 3:37 |
| 11. | Morning light (Philippo, Planenga)                | 3:20 |
| 12. | Come to yourself (Philippo)                       | 3:06 |
| 13. | Really like to know you better (Schild, Philippo) | 3:08 |
| 14. | Don’t leave me here (Spierenburg, Schild)         | 3:30 |
| 15. | On a journey (reprise) (Van Steijn)               | 1:41 |